# مطار السلطان عبد العزيز شاه
مطار السلطان عبد العزيز شاه المعروف سابقاً مطار سوبانج الدولي أو مطار كوالالمبور الدولي، وغالبًا ما يُسمى مطار سوبانج، هو مطار يقع في سوبانج، منطقة بيتالينج، سيلانجور، ماليزيا. كان بمثابة المطار الرئيسي لكوالالمبور من عام 1965 إلى عام 1998، ليحل محل مطار سونغاي بيسي السابق، قبل أن يخلفه مطار كوالالمبور الدولي الأحدث في سيبانغ . يعد المطار بمثابة مركز مركزي لشركات الطيران الإقليمية والعارضة، بما في ذلك فايرفلاي، وبرجايا للطيران، وويست ستار للطيران. يستمر في جذب المسافرين من كوالالمبور بسبب قربها من وسط المدينة وموقعها الملائم في وادي كلانج.
اعتبارًا من عام 2024، عادت عمليات الطائرات التجارية إلى مطار السلطان عبد العزيز شاه، مما يربط سوبانج بالعديد من الوجهات الإقليمية. ويظل مركزًا مهمًا للطيران العام والرحلات الداخلية، مع وجود خطط مستمرة لمزيد من التطوير، ويهدف المطار أيضًا إلى أن يصبح مركزًا رائدًا لخدمات الصيانة والإصلاح والتجديد، بالإضافة إلى أنشطة الطيران والفضاء الأخرى في المنطقة.

## الخلفية والتطوير

### التخطيط والبناء
بدأ بناء مطار السلطان عبد العزيز شاه، والذي كان يسمى في البداية مطار سوبانج الدولي، عام 1961 واكتمل في عام 1965 بتكلفة بلغت حوالي 52 مليون رينجيت ماليزي (ما يعادل 64 مليون دولار آنذاك). تم بناء المطار على مساحة 535 هكتارًا من الأراضي، وكان جزءًا من مبادرة حكومية أكبر لإنشاء بوابة دولية حديثة لماليزيا. تم اتخاذ القرار في عام 1960، إدراكًا للحاجة إلى مطار جديد أكبر ليحل محل مطار سونجاي بيسي القديم. تم تصميم المطار من قبل المهندسين المعماريين كينجتون لو، و CHR بيلي من شركة Booty Edwards Architectural، ويتميز بتصميم معماري مبتكر وفريد من نوعه. أصبح السقف الخرساني العائم المميز، والذي تدعمه أعمدة على شكل عيش الغراب، أحد السمات المميزة له. بالإضافة إلى ذلك، يوفر المنحدر الدائري، المستوحى من جناح البطريق في حديقة حيوان لندن من تصميم بيرتهولد لوبيتكين، نقطة محورية بصرية مميزة، مما يساهم في الهوية المعمارية للمطار.
في 30 أغسطس 1965، افتتح المطار أبوابه رسميًا، ليصبح البوابة الدولية الأساسية لماليزيا. حضر حفل الافتتاح أكثر من 1500 ضيف وأداره حاكم يانغ دي بيرتوان، توانكو سيد بوترا بن المرحوم سيد حسن جمال الليل. وصلت أول رحلة تجارية إلى المطار، وهي طائرة سيلفر كريس ( دي هافيلاند كوميت ) التابعة للخطوط الجوية الماليزية من سنغافورة، في الساعة 8:15 صباحًا يوم الأربعاء التالي.
مدرج المطار، يبلغ طوله ( 3,780 م (12,401 قدم 7 بوصة) قدمًا) طويلة، 45 م (147 قدم 8 بوصة)يبلغ عرض مطار هيثرو (15 - 33)، وكان الأطول في جنوب شرق آسيا في ذلك الوقت، مما يجعله قادرًا على التعامل مع الطائرات الكبيرة طويلة المدى. بفضل هذه البنية التحتية، حل مطار سوبانج الدولي محل مطار سونغاي بيسي (المعروف أيضًا باسم مطار سيمبانج)، والذي كان بمثابة المطار الرئيسي لكوالالمبور قبل إغلاقه. 

## النمو والتوسع
بعد افتتاحه في عام 1965، سرعان ما أصبح مطار سوبانج الدولي المركز الجوي الرئيسي في ماليزيا، حيث يتعامل مع الرحلات الجوية الدولية والمحلية. خلال السبعينيات والثمانينيات، خضع المطار لعدة توسعات لتلبية الطلب المتزايد على السفر الجوي في البلاد. بدأت إحدى أهم عمليات التجديد في عام 1980، بهدف تحديث وتوسيع المطار. أدى هذا التوسع إلى إزالة العديد من ميزات التصميم الأصلية، بما في ذلك المنحدر الدائري المميز وأقسام السقف العائم. تم تنفيذ هذه التغييرات لاستيعاب العدد المتزايد من الركاب وتلبية المتطلبات التشغيلية المتزايدة. كان التقدم في عملية التجديد بطيئًا في البداية، مما تسبب في إحباط رئيس الوزراء داتوك سيري الدكتور مهاتير محمد. لتسريع العملية، أصدر تعليماته بتوسيع المبنى رقم 2 للتعامل مع جميع عمليات المطار، مما يسمح للمبنى رقم 1 بالخضوع لتجديدات كاملة. تم الاحتفال بمبنى الركاب رقم 1 المحدث، والذي تم الكشف عنه في الأول من يونيو عام 1983، بسبب ميزاته "الحديثة للغاية"، والتي كانت تعتبر رائدة في ذلك الوقت، وشملت هذه المعدات ناقل عربة الأمتعة، وساحة انتظار الطائرات الأمامية، و12 جسرًا جويًا ، ومتاجر معفاة من الرسوم الجمركية، وآلات المشي . كان إدخال الجسور الجوية بمثابة تحسن كبير، حيث ألغى الحاجة إلى صعود الركاب للطائرة عبر السلالم، على الرغم من أنه أنهى أيضًا تقليد التلويح للركاب من معرض المشاهدة. تم إغلاق هذا المعرض في النهاية لأسباب أمنية، حيث أصبح من الممكن رؤية الركاب من خلف زجاج مزدوج. في 1 ديسمبر 1989، تولى المبنى رقم 2 مسؤولية جميع الرحلات الداخلية. واستمرت في التعامل مع الخدمات المحلية حتى 16 ديسمبر 1993، عندما تولى المبنى رقم 3 المسؤولية. 
بحلول عام 1993، أصبح مطار سوبانج يحتوي على ثلاثة محطات:
- المحطة 1: مخصصة للرحلات الدولية.
- المحطة رقم 2: تستخدم بشكل أساسي لرحلات النقل المكوكية بين كوالالمبور وسنغافورة التي تديرها الخطوط الجوية الماليزية والخطوط الجوية السنغافورية .
- المحطة 3: تركز على الرحلات الداخلية، مما يحسن كفاءة العمليات المحلية والدولية.

استمر نمو المطار خلال تسعينيات القرن العشرين، حيث استقبل مطار سوبانج 15.8 مليون مسافر بحلول نهاية عام 1997، وهو العام الذي سبق نقل عملياته إلى مطار كوالالمبور الدولي (KLIA). وتقديرًا لأهمية المطار، تم تغيير اسمه إلى مطار السلطان عبد العزيز شاه في عام 1996، على اسم سلطان سيلانجور آنذاك، السلطان صلاح الدين عبد العزيز شاه الحاج، الذي شغل أيضًا منصب الحاكم الحادي عشر لدولة سيلانجور، ورغم هذه التطورات، واجه المطار تحديات تشغيلية مع استمراره في التعامل مع حجم متزايد من الحركة الجوية. على وجه الخصوص، تأثرت منطقة سوبانج بحريقين كبيرين في تسعينيات القرن العشرين، مما أدى إلى تعطيل عملياتها. وقع الحريق الأول في أبريل 1992، مما أدى إلى مقتل ثلاثة من حراس الأمن من إدارة الطيران المدني وتسبب في أضرار جسيمة في 29 متجراً معفاة من الرسوم الجمركية. وقد قدرت الخسائر بما يتراوح بين 20 و30 مليون رينجيت ماليزي. كشفت التحقيقات أن الحريق نجم عن خلل في الأسلاك الكهربائية نفذها مقاولون غير مؤهلين. اندلع حريق آخر في برج مراقبة المطار في أكتوبر 1992، مما أدى إلى تدمير أنظمة الرادار وأجهزة الكمبيوتر وغيرها من المعدات الحيوية بقيمة تزيد عن 2 مليون رينجيت ماليزي. تمت إدانة مساعد سابق لمراقب الحركة الجوية لاحقًا بتهمة التسبب في الحريق وحُكم عليه بالسجن لمدة 10 سنوات، ومع استمرار استنزاف طاقة مطار سوبانج، أدركت الحكومة الماليزية الحاجة إلى مطار جديد أكبر لاستيعاب النمو المستقبلي. وقد أدى ذلك إلى تطوير مطار كوالالمبور الدولي، الذي تم افتتاحه رسميًا في عام 1998. استحوذت شركة مطار كوالالمبور الدولي على دور مطار سوبانج باعتباره البوابة الدولية الرئيسية للبلاد وتم تقليص عمليات مطار سوبانج إلى الرحلات الإقليمية والمحلية.

### خطة تحويل محطة سكاي بارك
بعد أن أصبح مطار كوالالمبور الدولي البوابة الرئيسية لماليزيا في عام 1998، تراجع دور مطار سوبانج بشكل كبير. وفي إطار التكيف مع هذا التغيير، أطلقت الحكومة خطة لإعادة تطوير المطار، ما أدى إلى هدم المبنى رقم 1 في عام 2003.
على الرغم من اهتمام شركة طيران آسيا بتأسيس مطار سوبانج كقاعدة تشغيلية لها في عام 2004، إلا أن الحكومة حافظت على سياسة تقتصر على استخدام المطار للطيران العام ورحلات الطائرات التوربينية. في نهاية المطاف، مهد هذا التقييد الطريق لإعادة تسمية مطار سوبانج باسم سوبانج سكاي بارك، وإعادة تعريفه كمركز يركز على الطيران العام والشركات بدلاً من السفر التجاري السائد. سمح هذا التحول للمنشأة بالتحول نحو خدمة احتياجات الطيران الخاص والإقليمي، مما جعلها مركزًا رئيسيًا لخدمات الطيران للشركات في ماليزيا. في ديسمبر 2007، أعلنت شركة Subang SkyPark Sdn Bhd عن خطة تحويل بقيمة 300 مليون رينغيت ماليزي لتجديد المبنى رقم 3، وتعزيز جاذبيته كمركز للطيران التجاري. شمل المشروع إنشاء صالة تنفيذية من فئة الخمس نجوم ومرافق حظيرة موسعة وتحسين البنية التحتية لدعم خدمات الصيانة والإصلاح والتجديد. أضافت عملية التجديد حظيرتين كبيرتين للصيانة والإصلاح والتشغيل وعشرة حظائر لانتظار الطائرات، مما يجعل سوبانج قاعدة جذابة للطيران الخاص والشركات، وشمل التحول توفير وسائل راحة للركاب والمشغلين، مثل مساحات مكتبية إضافية وقاعات محاضرات وكافيتريا داخل الحظائر الجديدة. اختارت شركة فيستا جيت، وهي شركة عالمية تقدم خدمات الطائرات الخاصة، مطار سوبانج سكاي بارك كقاعدة لها في ماليزيا في أغسطس 2008، حيث تقدم خدمات الطائرات الخاصة إلى وجهات حول العالم.
في عام 2009، تم إجراء تجديدات بقيمة 40 مليون رينجيت ماليزي لمحطات تسجيل الوصول في مطار سوبانج. ورغم أن سعة مواقف السيارات ظلت تشكل مصدر قلق، فقد تم تقديم خدمات صف السيارات، مع تحديد رسوم يومية لوقوف السيارات بمبلغ 25 رينجيت ماليزي. وشهد المطار تحسينات إضافية في إمكانية الوصول إليه عندما تمت إضافة خط سكة حديد إلى كوالالمبور سنترال، في عام 2018. وفر هذا للمسافرين خيار نقل مريح من وسط كوالالمبور.
في 28 أكتوبر 2009، أشرف رئيس الوزراء داتوك سيري نجيب تون رزاق على تجديد محطة سوبانج سكاي بارك. وأعرب عن ثقته في قدرة سوبانج على أن تصبح مركزًا إقليميًا لرابطة دول جنوب شرق آسيا، مع هدف خدمة مليوني مسافر سنويًا.

## مدينة آسيا للطيران والفضاء
في أغسطس 2012، أعلنت شركة Subang SkyPark Sdn Bhd عن مشروع SkyPark Nexus، وهي مبادرة بقيمة 420 مليون رينجيت ماليزي تهدف إلى تحويل سوبانج سكاي بارك إلى مدينة طيران فضائية ديناميكية. يمتد المشروع المقترح على مساحة تتراوح بين 4 إلى 4.8 هكتار بالقرب من المبنى رقم 3، ويتضمن فندقًا صغيرًا ومتحفًا للطيران ومنتزهًا ترفيهيًا ومركزًا تجاريًا بمساحة إجمالية مبنية تبلغ مليون قدم مربع. كانت الميزة الفريدة للخطة هي وجود جسر للمشاة يربط المركز التجاري بالمحطة، وهو مفهوم نادرًا ما نراه في المطارات الحضرية.
شمل المشروع أيضًا إنشاء خمسة حظائر حديثة للطائرات الخاصة والشركاتية، كل منها يستوعب ما يصل إلى خمس طائرات، ومع ذلك، في عام 2015، تم تعليق مشروع نيكسوس بسبب العديد من التحديات، بما في ذلك التغييرات في المشهد التنموي وتحولات التركيز نحو مبادرات أخرى. تم دمج المشروع لاحقًا في مشروع تطوير مدينة آسيا للطيران والفضاء الأوسع نطاقًا، وهي مبادرة أكبر بقيمة 1.7 مليار رينغيت ماليزي بقيادة مجلس أمانة راكيات (مارا) وبدعم من شركة خزانة الوطنية الماليزية. من المتوقع أن يشمل مشروع AAC، الذي يهدف إلى تحويل سوبانج إلى مركز رئيسي للفضاء الجوي، العديد من العناصر المقترحة في الأصل في مشروع نيكسوس. على الرغم من التأخيرات، فإن رؤية تحويل سوبانج سكاي بارك إلى مدينة طيران ديناميكية مستمرة من خلال إحياء AAC، الذي يركز على تعزيز البنية التحتية للطيران ودعم الصناعات المرتبطة بالطيران.
في يوليو 2021، أعلنت شركة مطارات ماليزيا القابضة المحدودة عن إعادة تطوير المبنى رقم 2 إلى حظائر متقدمة للطيران التجاري بموجب خطة تجديد، وتهدف عملية إعادة التطوير، التي يقودها الطلب من المشغلين مثل برجايا للطيران إلى زيادة سعة سوبانج ايروتيك بارك بنسبة 280%. من المتوقع أن يساهم المشروع في تحقيق نمو كبير في قطاع الطيران التجاري في ماليزيا، ودعم خطة الطيران والفضاء 2030 في البلاد، وتعزيز دور سوبانج كمركز تنافسي للطيران التجاري في منطقة آسيا والمحيط الهادئ. وسيكون تحويل المبنى رقم 2 إلى حظائر للطائرات هو المرحلة الأولى من عملية إعادة التطوير هذه.

## خطة تجديد مطار سوبانج واستئناف خدمات الطائرات النفاثة
تهدف خطة تجديد مطار سوبانج التي تمت الموافقة عليها في عام 2023، إلى تحويل مطار السلطان عبد العزيز شاه إلى مطار مدينة رئيسي ومركز طيران بحلول عام 2030. من المتوقع أن تولد الخطة ناتجًا إجماليًا قدره 216.6 مليار رنجيت ماليزي ومساهمة في القيمة المضافة قدرها 93.7 مليار رنجيت ماليزي على مدى 25 عامًا، وهو ما يمثل حوالي 1٪ من الناتج المحلي الإجمالي لولاية سيلانجور. من المتوقع أيضًا أن يخلق 8000 فرصة عمل مباشرة، منها 11% في الوظائف ذات المهارات العالية، و48% في الوظائف ذات المهارات المتوسطة، و41% في الوظائف ذات المهارات المنخفضة.
في إطار تطوير مشروع مطار الملك خالد الدولي، من المقرر زيادة الطاقة الاستيعابية للمطار لتصل إلى 5 ملايين مسافر سنويا خلال أربع إلى خمس سنوات، و8 ملايين مسافر بحلول عام 2030، وتتضمن المرحلة الأولى من الخطة إعادة تطوير بقيمة 1.3 مليار رينجيت ماليزي لتطوير المطار إلى مطار مدينة قادر على التعامل مع 5 ملايين مسافر سنويا.
تماشياً مع تحول المطار، استأنف مطار السلطان عبد العزيز شاه عمليات الطائرات النفاثة في يوليو 2024 بعد انقطاع دام 22 عاماً. اعتبارًا من 1 أغسطس 2024، بدأت خمس شركات طيران مثل طيران آسيا و فايرفلاي و باتيك إير ماليزيا و سكوت للطيران في تشغيل رحلات جوية من سوبانج إلى وجهات إقليمية. كما شكلت هذه الخطوة تحولاً عن التركيز السابق للمطار على خدمات الطائرات التوربينية والمروحيات والطائرات الخاصة، مدفوعة بالطلب المتزايد في مطار كوالالمبور الدولي، الذي وصل إلى طاقته الكاملة، ولاستيعاب استئناف خدمات الطائرات النفاثة، تم ترقية البنية التحتية للمطار، بما في ذلك إعادة تشكيل ساحة الطائرات لاستيعاب الطائرات ذات البدن الضيق مثل بوينج 737 وإيرباص ايه 320 . كما تم توسيع مساحة أرضية المحطة وتم تقديم مكاتب تسجيل وصول جديدة وأكشاك الخدمة الذاتية لتحسين تجربة الركاب.
من المتوقع أن تتضاعف سعة مطار سوبانج إلى 3 ملايين مسافر سنويًا مع هذه الترقيات، وفي إطار خطة الإصلاح والتطوير، تُبذل جهود لإعادة تشغيل خدمة قطار الركاب Skypark Link، الذي يربط مطار سوبانج بمحطة كوالالمبور المركزية، مما يؤدي إلى تحسين إمكانية الوصول الإقليمي بشكل أكبر، وتشمل الخطط طويلة الأجل للمطار أيضًا إنشاء نظام بيئي للطيران والفضاء، وتطوير مرافق الطيران التجاري، وإنشاء موقع لاختبار الطائرات بدون طيار. تتماشى هذه المبادرات مع رؤية شركة SARP لجعل سوبانج مركزًا شاملاً للطيران والفضاء بحلول عام 2030.

## خدمات الطيران
يوفر خط سكاي بارك مجموعة واسعة من الخدمات الجوية التي تتعدى عمليات نقل الركاب والبضائع، بما في ذلك رحلات الطيران العارض، وأندية الطيران، ودعم المروحيات. تشمل نوادي الطيران البارزة الموجودة في المحطة نادي سابانج للطيران، ونادي مغامرات الطيران، ونادي ESB للطيران. تقدم شركة ExecuJet MRO Services، وهي شركة تابعة لشركة داسو للطيران وSmooth Route، خدمات صيانة الطائرات، وتقدم شركة Dnest Aviation Services، وهي شركة تشغيل ذات قاعدة ثابتة، خدمات المناولة الأرضية عالية الجودة وخدمات التزود بالوقود وتنسيق الصيانة للطيران الخاص والشركات. بالإضافة إلى ذلك، تدير شركة يوروكوبتر منشأة في المحطة لخدمة المروحيات التي تستخدمها وكالة إنفاذ القانون البحري الماليزية . يقع المقر الرئيسي لشركة برجايا للطيران أيضًا داخل حظيرة برجايا في محطة سكاي بارك.

## النقل البري

### تاكسي المطار
يوجد داخل مبنى المحطة كشك لسيارات الأجرة، لذلك يمكن للمسافرين القادمين الذهاب مباشرة إلى الكشك والركوب في سيارة أجرة.

### حافلة نقل
الحافلات من سوبانج سكاي بارك باتجاه باسار سيني (السوق المركزي) في وسط مدينة كوالالمبور هي حافلة Rapid KL رقم 772 (تتوقف أيضًا في محطة Asia Jaya LRT و KL Sentral ). تبلغ تكلفة تذكرة الحافلة 2.50 رينغيت ماليزي (آسيا جايا) و3.00 رينغيت ماليزي ( باسار سيني ) ويعمل الطريق من الساعة 6:00 صباحًا حتى منتصف الليل.

### حافلة نقل المطار
توجد أيضًا خدمة نقل مكوكية بالحافلة بين سابانج سكاي بارك ومطار كوالالمبور الدولي. تنطلق الخدمة من سابانج سكاي بارك من الساعة 5 صباحًا حتى 7 مساءً. تستغرق الرحلة في اتجاه واحد حوالي ساعة واحدة (حسب حركة المرور) وتكلف 10 رينغيت ماليزي لكل راكب.

### قطار المطار
تم تشغيل خدمة نقل KTM Komuter التي تربط محطة كوالالمبور سنترال عبر سوبانج جايا بالمحطة في الفترة من 1 مايو 2018 إلى 15 فبراير 2023. يعد هذا الامتداد خطًا فرعيًا لخط ميناء كلانج ويوفر اتصالاً بالسكك الحديدية بالمطار الذي لا يتم خدمته حاليًا إلا من خلال أنواع أخرى من النقل البري. الخط هو 26 يبلغ طوله 1.5 كيلومترًا ويحتوي على ثلاث محطات: كوالالمبور سنترال، وسوبانج جايا، خط سكاي بارك مع محطتين مخطط لهما جلينماري، وسري سوبانج. مع ذلك، تم تعليق نظام قطار مطار سوبانج سكاي بارك اعتبارًا من 15 فبراير 2023 بسبب انخفاض عدد الركاب.

## الحوادث والوقائع
- 11 مايو 1976 - كانت رحلة رقم 888 التابعة لشركة الخطوط الجوية البريطانية، وهي طائرة بوينج 747-100 من لندن إلى ملبورن عبر البحرين وبانكوك وكوالالمبور، تقترب من المدرج 15 عندما حلقت أسفل مسار الطيران الطبيعي، واصطدمت بالأشجار على بعد 2.2 ميل بحري قبل عتبة المدرج. عند الهبوط، كشف فحص الطائرة عن وجود أضرار في معدات الهبوط الرئيسية؛ وعلامات اصطدام على جسم الطائرة ومنافذ دخول المحرك؛ وأدلة على ابتلاع الحطام على المحركين الأيسرين.[20]
- 27 سبتمبر 1977 - تحطمت طائرة دوغلاس دي سي-8 التابعة لشركة الخطوط الجوية اليابانية الرحلة 715، على تلة في طقس سيئ أثناء محاولتها الهبوط على المدرج 15. قُتل 34 شخصًا، من بينهم 8 من أصل 10 من أفراد الطاقم و26 من أصل 69 راكبًا، عندما تحطمت الطائرة عند الاصطدام.
- 18 ديسمبر 1983 - تحطمت طائرة إيرباص A300 التابعة للخطوط الجوية الماليزية الرحلة 684، القادمة من سنغافورة، على بعد 200 كم منكيلومترًا عن المدرج أثناء الاقتراب من المدرج 15 في ظل سوء الأحوال الجوية. لم تقع أي وفيات، لكن الطائرة تم إسقاطها، ومن المفارقات أن الطائرة كانت تقوم بآخر رحلة مجدولة لها مع شركة الخطوط الجوية الماليزية، قبل إعادتها إلى مشغلها الأصلي، شركة الخطوط الجوية الاسكندنافية .
- 19 فبراير 1989 - تحطمت طائرة بوينج 747-200F التابعة لشركة فلاينج تايجر لاين الرحلة 66، وهي طائرة من طراز بوينج 747-200F قادمة من سنغافورة على بعد 12 كيلومترًا من المطار أثناء اقترابها من المدرج 33. أساء الطيارون تفسير تعليمات المراقب الجوي بالنزول، مما تسبب في تحليق الطائرة دون الحد الأدنى من الارتفاع وتحطمها على تلة على مشارف بوتشونغ. قُتل جميع أفراد طاقم الطائرة الأربعة.[21]
- 18 مارس 2019 - في حوالي الساعة 3.20 صباحًا، وقع حادث على مدرج مطار السلطان عبد العزيز شاه سوبانج، بين طائرة بومباردييه تشالنجر 300 مملوكة للقطاع الخاص ومركبة هندسية للمطار. كانت السيارة على المدرج لمرافقة المقاولين الذين يصلحون إضاءة المدرج عندما نام موظفو المطار الذين يقودونها أثناء انتظار المقاولين لإنهاء عملهم. وأخلى المقاولون مدرج الهبوط بعد رؤية أضواء هبوط الطائرة المقتربة، في حين توفي موظفو المطار في السيارة متأثرين بالحادث بعد أيام قليلة. تم إيقاف اثنين من مراقبي الحركة الجوية عن العمل بسبب الحادث.[22][23]
- 24 مارس 2021 - في الساعة 9.25 صباحًا، تحطمت طائرة هليكوبتر من طراز إيرباص AS350 B3 في المطار. وكان على متن الطائرة خمسة أشخاص، بينهم طيار وأربعة ركاب. تم نقل جميع الضحايا إلى المستشفى لتلقي العلاج، وأفادت التقارير أن شخصين أصيبا بجروح، وأصيب آخر بكسر في الساق وإصابة في الرأس. غادرت الطائرة سونجاي ليمبينج في باهانج في الساعة 8.30 صباحًا وكانت على متن رحلة خاصة إلى سوبانج عبر ماران وتيميرلوه وكرك وكهوف باتو. سيتم إجراء تحقيق السلامة من قبل مكتب التحقيق في الحوادث الجوية الماليزي.[24]
- 17 أغسطس 2023 - في الساعة 2.51 مساءً، تحطمت طائرة من طراز بيتشكرافت بريميير الأولى على طريق سريع على بعد دقيقتين بالسيارة من مطار السلطان عبد العزيز شاه. كان هناك 10 ضحايا بينهم ثمانية أشخاص كانوا على متن الطائرة بما في ذلك YB Datuk Seri Johari Harun وشخصان على الطريق السريع. غادرت الطائرة مطار لانكاوي الدولي في الساعة 2.08 مساءً متوجهة إلى مطار السلطان عبد العزيز شاه.[25]

## مرافق مشتركة أخرى
- يقع AIROD شمال محطة الركاب ويحتل الأرض هناك.
- تقع قاعدة RMAF Subang الجوية على الجانب الغربي من المدرج، وتشترك فيها مع حظيرة MMEA .
- تقع حظائر مختلفة لتخزين الطائرات الخاصة جنوب محطة الركاب.
- تقع قاعدة وحدة الشرطة الجوية لشبه جزيرة ماليزيا في أقصى الجنوب من المطار، وهي الإضافة الأحدث بعد الانتقال إلى هناك من قاعدة سونغاي بيسي الجوية في عام 2018.